# Edwyn Ralph
Edwyn Ralph ou Edvin Ralph é uma vila e paróquia civil a 14 mi (23 km) a nordeste de Hereford, no condado de Herefordshire, na Inglaterra. Em 2011 a paróquia tinha uma população de 192. A paróquia faz fronteira com Bromyard and Winslow, Collington, Edvin Loach e Saltmarshe, Norton, Thornbury e Wacton. Edwyn Ralph compartilha um conselho paroquial com Collington e Thornbury chamado "Conselho Paroquial do Grupo Thornbury".

## Monumentos
Existem 16 edifícios listados em Edwyn Ralph. Edwyn Ralph tem uma igreja chamada St Michael e um centro administrativo.

## História
O nome "Edvin" significa 'fen de Gedda'. Edwyn Ralph foi registada no Domesday Book como Gedeuen. A 24 de março de 1884 a Upper Horton Farm (que tinha 1 casa em 1891) foi transferida da paróquia de Wacton para Edwyn Ralph e Butterley Houses (que tinha 6 casas em 1891) foi transferida para Wacton.